# Wilfrid Scawen Blunt
Wilfrid Scawen Blunt (Sussex, 17 de agosto de 1840–10 de septiembre de 1922) fue un escritor y poeta inglés que estuvo en el servicio diplomático británico entre 1858 y 1869.

## Biografía
Blunt nació el 17 de agosto de 1840 en una familia bien establecida en el condado inglés de Sussex. Vivían en Petworth House, una imponente casa de campo que data del siglo XVII. Creció bajo la influencia religiosa de su madre (catolicismo) y fue educado en Twyford School en Stonyhurst y luego en St Mary's College, Oscott. Pasó sus primeros años viajando por el mundo con el Servicio Diplomático Británico, profesión a la que ingresó a los dieciocho años. Esta fase de su carrera terminó a la edad de 32 años pero sus viajes continuaron. Estaba casado en Venecia con la nieta del famoso poeta Lord Byron.y la pareja pronto estuvo explorando los países del Medio Oriente a caballo. Blunt se pronunció en contra del imperialismo británico en Egipto y otros países y también estuvo a favor de la autonomía para el pueblo de Irlanda. Blunt murió el 10 de septiembre de 1922, a la edad de 82 años. De acuerdo con sus deseos, fue enterrado al estilo musulmán.
Escribió una serie de ensayos, muchos de ellos políticos, así como poesía que finalmente se incluyó en una antología en una colección de 1914. Gran parte de su trabajo reflejó su posición antiimperialista sobre las colonias británicas con una visión típica de que los británicos no tenían ninguna responsabilidad moral por las personas más afectadas, pero tenían una fuerte necesidad de ganar dinero con ellas.

## Antiimperialismo
Además de por su poesía también fue conocido por su crítica al imperialismo. En respuesta al famoso poema imperialista La carga del hombre blanco (1899) de Rudyard Kipling escribió uno el mismo año en el que el Diablo le decía a Dios: «La carga del hombre blanco, Señor, es la carga de su dinero».
Su punto de vista crítico sobre el imperialismo fue influido por las ideas del pensador antiimperialista y panislamista Al-Afghani, a quien invitó a su casa de Londres en 1885. Esa visita la aprovechó para presentar a al-Afghani a Randolph Churchill, secretario de Estado para la India, advirtiéndole de que «está en la lista negra… de todo el mundo aquí, y es un enemigo de Inglaterra».
Ideas sobre la India (1885) fue el resultado de dos visitas a ese país, que confirmaron su desconfianza hacia el colonialismo y su entusiasmo por el autogobierno. En 1888 fue encarcelado durante dos meses en las cárceles de Galway y Kilmainham tras un rifirrafe con la policía en un mitin político irlandés, experiencia descrita en los sonetos de In Vinculis (1889). Un hombre sorprendentemente guapo, tuvo numerosas aventuras amorosas con mujeres de la aristocracia y la cultura .círculos en los que se movía (descritos en las “memorias secretas” que se hicieron públicas por primera vez en 1972). Sus Sonetos y Canciones de Proteo (1875; revisado y ampliado en 1881 y 1892) contiene lo mejor de su poesía amorosa .

## Algunas publicaciones
- Sonnets and Songs. By Proteus. John Murray, 1875

- Aubrey de Vere (ed.) Proteus and Amadeus: A Correspondence Kegan Paul, 1878

- The Love Sonnets of Proteus. Kegan Paul, 1881

- The Future of Islam Kegan Paul, Trench, London 1882

- Esther (1892)

- Griselda Kegan Paul, Trench, Trübner, 1893

- The Quatrains of Youth (1898)

- Satan Absolved: A Victorian Mystery. J. Lane, London 1899

- Seven Golden Odes of Pagan Arabia (1903)

- Atrocities of Justice under the English Rule in Egypt. T. F. Unwin, London 1907.

- Secret History of the English Occupation of Egypt Knopf, 1907

- India under Ripon; A Private Diary[5] T. Fisher Unwin, London 1909.

- Gordon at Khartoum. S. Swift, London 1911.

- The Land War in Ireland. S. Swift, London 1912

- The Poetical Works. 2 v. Macmillan, London 1914

- My Diaries. Secker, London 1919; 2 Vols. Knopf, New York 1921